# 19821 Керолтолін
19821 Керолтолін (19821 Caroltolin) — астероїд головного поясу, відкритий 24 вересня 2000 року.
Тіссеранів параметр щодо Юпітера — 3,280.